# Gott ist mein König, BWV 71

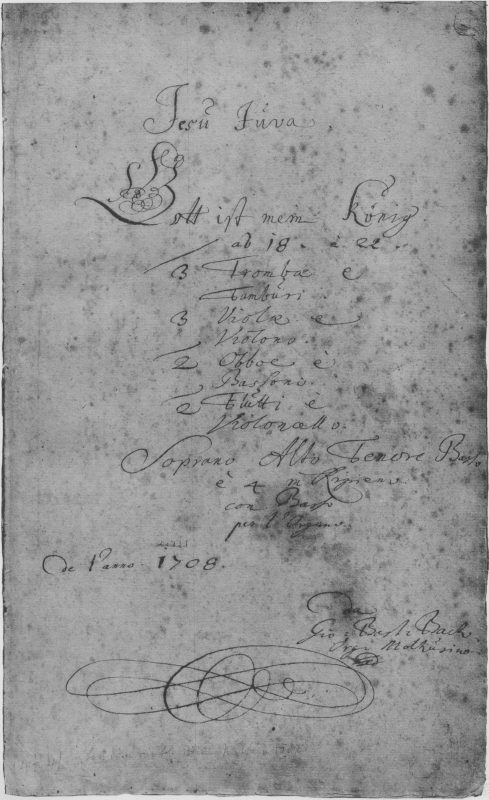
Portada de la partitura autógrafa.

Gott ist mein König, BWV 71 (Dios es mi rey) es una cantata escrita por Johann Sebastian Bach en Mühlhausen para la inauguración del consejo municipal y estrenada el 4 de febrero de 1708. Se trata de una de las seis primeras cantatas de Bach (junto a BWV 150, 131, 106, 196 y 4) que se conservan. al igual que las otras, el texto de BWV 71 no incluye recitativos ni arias, puesto que es anterior al estilo que más adelante añadiría Erdmann Neumeister.

## Historia
Desde 1707 hasta 1708, Bach era el organista de una de las principales iglesias de Mühlhausen, la iglesia de Divi Blasii (dedicada a San Blas también llamado Blas el divino). Allí compuso algunas de sus primeras cantatas que han llegado a nuestros días. Una o dos cantatas, por ejemplo Nach dir, Herr, verlanget mich, BWV 150, pudieron haber sido escritas en Arnstadt, sus anterior residencia, para ser interpretadas en Mühlhausen. La BWV 71, junto con otra cantata hoy perdida compuesta el siguiente año, fueron escritas para el servicio eclesiástico anual del 4 de febrero, día después de las elecciones para establecer un nuevo consejo municipal; que celebraba la inauguración del consejo municipal o Ratswahl. La cantata fue interpretada por primera vez el 4 de febrero de 1708 en Marienkirche, donde según indica la partitura Bach desplegó a sus músicos por diversas ubicaciones dentro del edificio.

## Análisis

### Texto
Las lecturas establecidas para ese día eran de la segunda epístola a los corintios, el ministerio del espíritu (2 Corintios 3:4-11) y del evangelio según San Marcos, la curación de un sordomudo (Marcos 7:31-37). 
Se desconoce el libretista, aunque se ha especulado que pudo haber sido escrita por Georg Christian Eilmar, ministro de Marienkirche la mayor iglesia de la ciudad, que con anterioridad había impulsado la composición de la cantata de Bach Aus der Tiefen rufe ich, Herr, zu dir, BWV 131. También se ha pensado que el propio Bach pudo haber ensamblado el texto, aunque la propuesta es poco probable puesto que el arreglo musical que Bach hizo de la parte final del texto se aparta de su estructura en dos estrofas. En cualquier caso, no hay evidencia para indicar la autoría del texto de la obra.
El texto de la cantata se basa en parte en el coral "O Gott, du frommer Gott" escrito por Johann Heermann en 1630.
El texto se centra en el Salmo 74, con material adicional extraído del segundo libro de Samuel, el Génesis y el Deuteronomio con texto libre que hace referencia al "nuevo regimiento" de autoridades y el emperador del Sacro Imperio Romano y rey de Germania, José I (1705–1711), ya que Mühlhausen era una ciudad imperial libre y por tanto sujeta inmediatamente al emperador. A pesar de los aspectos referenciales aparentemente directos del texto, se han hecho diversas sugerencias para explicar ciertas curiosidades sobre el texto. Hay tres citas del Salmo 74:
- Versículo 12: "Gott ist mein König von Alters her, der alle Hülffe thut, so auf Erden geschicht." (Dios es mi Soberano desde tiempos antiguos, que trae toda salvación que en la tierra se puede encontrar).
- Versículos 16-17: "Tag und Nacht ist dein. Du machest, daß beyde Sonn und Gestirn ihren gewissen Lauf haben. Du setzest einem jeglichen Lande seine Gräntze." (El día y la noche son tuyos. Has procurado que el sol y los planetas tengan sus determinados cursos. Estableces fronteras para todas las tierras).
- Versículo 19: "Du wollest dem Feinde nicht geben die Seele deiner Turteltauben." (Tú no darías el alma de tu tórtola al enemigo).

Se ha considerado que estos versos representan distintos temas tejidos en la cantata. Se ha sugerido que estos temas incluyen un número de diferentes alusiones de relevancia a los habitantes de Mühlhausen. En primer lugar, la referencia al Salmo 74 en general, y la inclusión del versículo 19 en la cantata pueden estar haciendo una alusión oblicua, accesible a audiencias contemporáneas, al fuego de mayo de 1707 que había destruido algunas partes de la ciudad. La importancia de las "fronteras" puede ser una referencia a la invasión de Sajonia por parte de Carlos XII en 1706, y quien en 1708 representaba una amenaza para Mühlhausen. Los tres textos que vienen entre la primera y segunda citas del Salmo (el segundo movimiento, que empieza con "Ich bin nun achtzig Jahr") todas hacen referencia a la vejez. Una visión más antigua sugería que esto era probablemente una referencia al septuagenario Conrad Meckbach, un miembro del consejo de la ciudad que estaba relacionado con Bach. En lugar de Meckbach, sin embargo, esto probablemente se refiere a Adolf Strecker, el anterior alcalde que acababa de dejar la oficina a los 83 años, ya que "detalles de su vida pública y privada encajan perfectamente bien con los textos elegidos para la cantata, y parece probable que los oyentes hubieran reconocido a Strecker en ellos".

### Instrumentación
La obra está escrita para cuatro voces solistas (soprano, alto, tenor y bajo), un coro a cuatro voces; tres trompetas, timbales, dos flautas dulces, dos oboes, fagot, órgano obbligato, dos violines, viola, viola da gamba y bajo continuo.
La escritura coral es a cuatro voces y la obra puede ser cantada con sólo cuatro cantantes aunque algunas interpretaciones despliegan más cantantes en las secciones corales. El uso de un coro de mayores dimensiones se debe en parte a una cuestión de equilibrio con los efectivos instrumentales. Sin embargo, también existe evidencia en la partitura donde una indicación implica que Bach contempló la opción de un conjunto vocal que está separado de los cuatro solistas. La indicación en cuestión es ripieno, lo que implica que también había una sección de tutti. Esta fue la primera cantata de Bach para orquesta festiva, que incluía trompetas y timbales. Los instrumentos se dividen en cuatro "coros" separados espacialmente, situando esta obra en la tradición policoral asociada con compositores como Heinrich Schutz.

### Estructura
Consta de siete movimientos.
1. Coro: Gott ist mein König
2. Aria: Ich bin nun achtzig Jahr

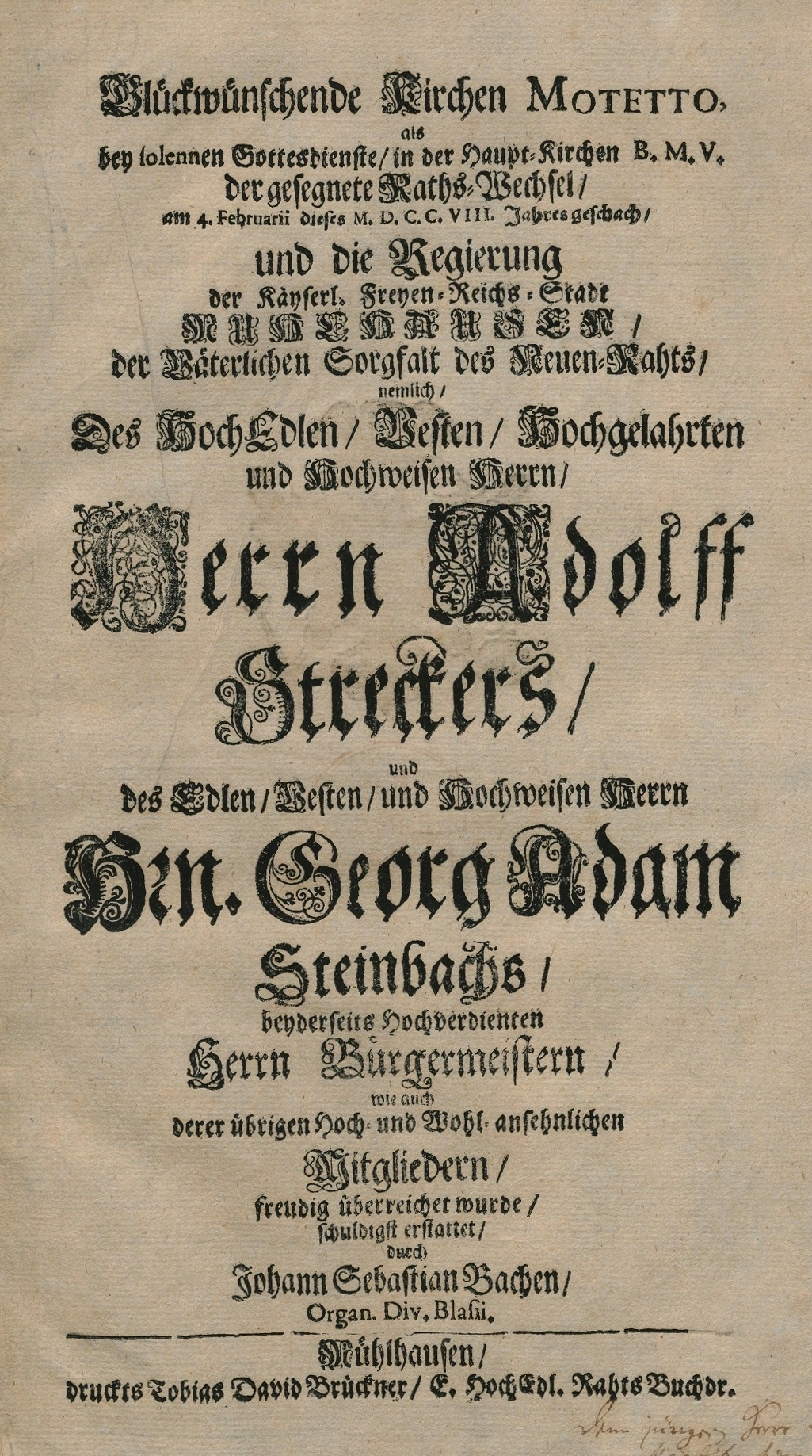
Portada de la primera edición.

3. Fuga: Dein Alter sei wie deine Jugend
4. Arioso: Tag und Nacht ist dein
5. Aria: Durch mächtige Kraft
6. Coro: Du wollest dem Feinde nicht geben
7. Coro: Das neue Regiment auf jeglichen Wegen

Con su falta de recitativos y arias y los breves movimientos que fluyen uno tras otro, muestra rasgos típicos de las cantatas tradicionales del siglo XVII. Bach utiliza una melodía del coral "O Gott, du frommer Gott" en el segundo movimiento.
Gott ist mein König es una obra temprana significativa de Bach. Difiere de otras cantatas conservadas del periodo que pasó el compositor en Mühlhausen por su elaborada instrumentación. Bach continuó componiendo otras cantatas para Ratswechsel para el consejo municipal en Leipzig, que también contaban con una orquestación "festiva". Sin embargo, Gott ist mein König también es distinta a estas piezas: muy pocas de las características formales de las cantatas de Bach en Leipzig, compuestas unos quince años más tarde, se encuentran en esta obra temprana.

## Recepción
Recibió una acogida tan positiva, que fue la primera de las obras de Bach que se imprimió (pagada por el ayuntamiento de la ciudad). De hecho, es la única cantata que fue impresa en vida del compositor, al menos en una versión que ha llegado hasta nuestros días. A Bach se le encargó la composición de otra cantata para la inauguración del consejo municipal del siguiente año. Hay evidencias de que la pieza fue compuesta e incluso impresa, pero no se han conservado copias. La impresión es aún más notable considerando que el consejo cambia cada año y Gott ist mein König parece haber sido destinada a no más de una interpretación repetida.

## Discografía selecta
De esta pieza se han realizado una serie de grabaciones entre las que destacan las siguientes.
- 1977 –  J.S. Bach: Das Kantatenwerk Vol. 18. Nikolaus Harnoncourt, Tölzer Knabenchor, Concentus Musicus Wien, Wilhelm Wiedl (solista del Tölzer Knabenchor), Kurt Equiluz, Paul Esswood, Lieuwe Visser (Teldec)
- 1983 – Die Bach Kantate Vol. 12. Helmuth Rilling, Gächinger Kantorei, Bach-Collegium Stuttgart (Hänssler)
- 1994 – J.S. Bach: Complete Cantatas Vol. 1. Ton Koopman, Amsterdam Baroque Orchestra & Choir, Barbara Schlick, Kai Wessel, Guy de Mey, Klaus Mertens (Antoine Marchand)
- 1995 – J.S. Bach: Cantatas Vol. 2. Masaaki Suzuki, Bach Collegium Japan (BIS)
- 2000 – Bach Edition Vol. 20: Cantatas Vol. 11. Pieter Jan Leusink, Netherlands Bach Collegium, Holland Boys Choir (Brilliant Classics)
- 2000 – Bach Cantatas Vol. 3. John Eliot Gardiner, Monteverdi Choir, English Baroque Soloists (Soli Deo Gloria)